# Atmosphère planétaire
Pour les articles homonymes, voir Atmosphère.

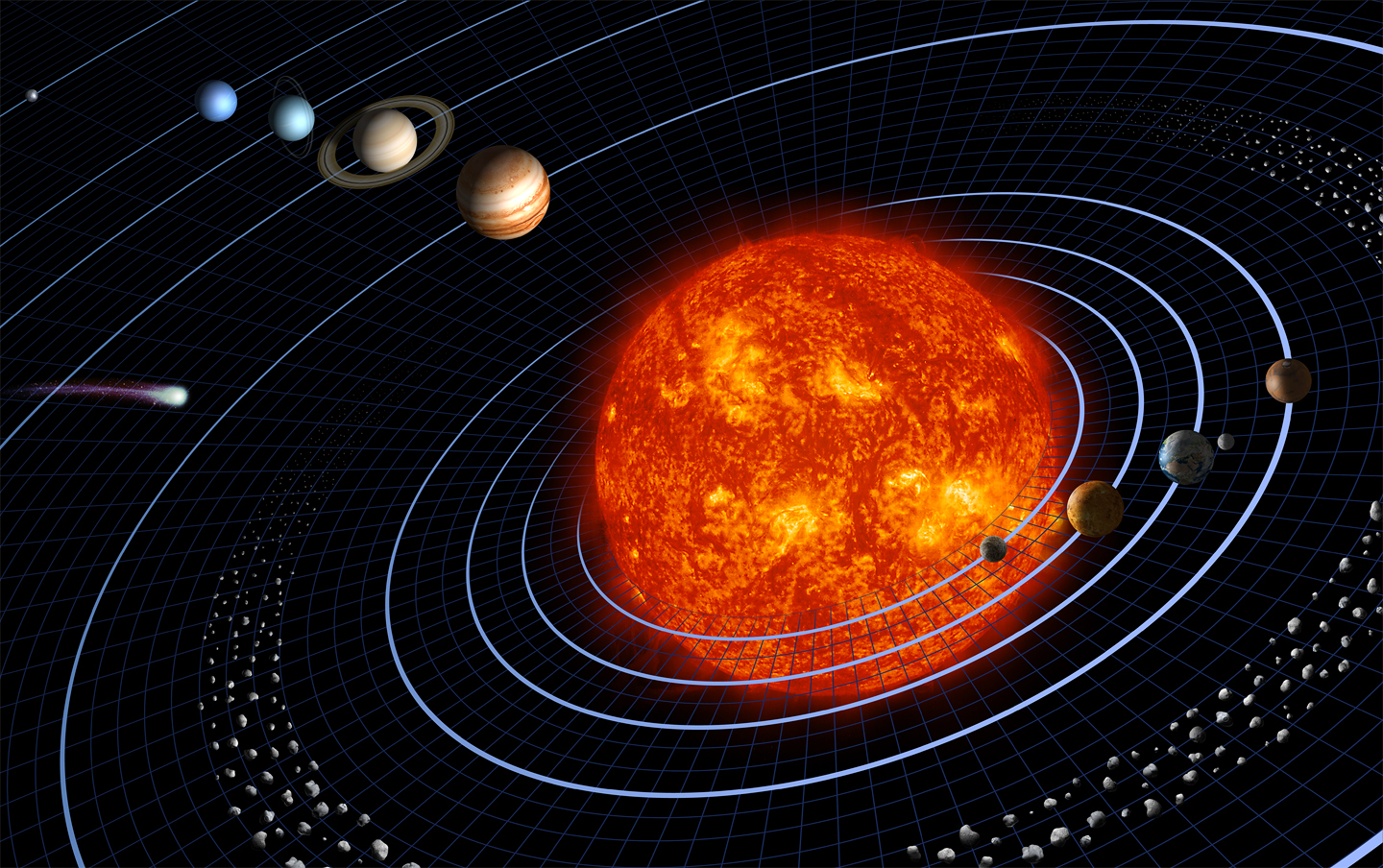
Composants principaux du Système solaire (échelle non respectée).

Graphique représentant la vitesse de libération en fonction de la température de surface de certains objets du Système solaire et montrant quels gaz sont retenus dans leur atmosphère. Les objets sont dessinés à l’échelle et leurs points de données sont représentés par les points noirs au milieu.

En astronomie, une atmosphère planétaire est l'enveloppe externe gazeuse d'un corps planétaire (planète, planète naine, satellite), constituée principalement de gaz neutres ou ionisés (à l'état plasma).
La limite externe de l'atmosphère n'est jamais nette, il n'est pas possible d'indiquer un endroit précis où elle finirait et où commencerait l'espace interplanétaire. On la fixe arbitrairement à l'altitude où une majorité de molécules sont trop rapides pour être retenues par la gravitation et s'échappent vers l'espace. La limite interne est la transition avec un état condensé (de composition différente ou non) ; elle est nette mais on n'en connaît pas toujours la position exacte.
Dans le Système solaire, les géantes gazeuses (Jupiter et Saturne) ont une atmosphère essentiellement constituée d'hydrogène et d'hélium (comme la majorité des étoiles), jusqu'à une profondeur significative (par rapport au rayon). Plus en profondeur, le mélange H2-He est dans un état condensé.
Les géantes de glaces (Uranus et Neptune) sont constituées en majeure partie d'eau, de méthane et d'ammoniac, mais possèdent une épaisse atmosphère principalement constituée d'hydrogène et d'hélium.
Les planètes telluriques (Terre, Vénus, Mars) ainsi que trois satellites de planètes géantes (Titan, Encelade et Triton) ont une atmosphère moins significative, composée de molécules plus lourdes que l'hydrogène et l'hélium.
D'autres corps célestes du Système solaire possèdent une très fine atmosphère constituée de sodium (la Lune et Mercure), d'oxygène (Europe) ou de soufre (Io). La planète naine Pluton est aussi dotée d'une enveloppe gazeuse lorsqu'elle est au plus près du Soleil, mais ces gaz sont solidifiés sur la plus grande partie de son orbite.

## Atmosphère normalisée
La température et la pression varient d'un point à l'autre d'un astre, planète ou satellite, et en fonction de sa météorologie. Or, ces valeurs ont une grande importance dans de nombreux processus chimiques et physiques, notamment en ce qui concerne les mesures. Il faut donc définir des « conditions normales de température et de pression » (CNTP), le terme « normal » renvoyant à « norme » (valeur arbitraire de référence acceptée par consensus), et non pas « habituel ». On parle aussi de « température et pression normales » (TPN). De nombreuses valeurs sont données pour ces conditions.
On parle aussi de « conditions ambiantes ». Le terme « ambiant » est ambigu, puisque la température « habituelle » dépend du climat et de la saison. Il faut donc aussi définir la notion de « condition ambiante de température et de pression ».
Cela amène à la définition plus générale d'« atmosphère normalisée ». En effet, la température et la pression de l'atmosphère varient en fonction de la position sur le globe, de l'altitude et du moment (saison, heure de la journée, conditions locales de météorologie, etc.). Il est donc utile de définir des valeurs « normales » de pression et de température en fonction de l'altitude.

## Formule du nivellement barométrique
La formule du nivellement barométrique décrit la répartition verticale des molécules de gaz dans l'atmosphère de la Terre, et donc la variation de la pression en fonction de l'altitude.
On parle ainsi d'un gradient de pression vertical, mais qui ne peut être décrit mathématiquement qu'en approximations, en raison de la dynamique du climat dans l'atmosphère inférieure. Sur Terre, en première approximation, on peut supposer que près du niveau de la mer, la pression diminue d'un hectopascal quand l'altitude augmente de huit mètres.

## Importance
Pour un géologue, l'atmosphère est un agent évolutif essentiel à la morphologie d'une planète. Le vent transporte des poussières qui érodent le relief et laissent des dépôts. Le gel et les précipitations, qui dépendent de la composition, façonnent également le relief. Pour le météorologue, la composition de l'atmosphère détermine le climat et ses variations. Pour le biologiste, la composition est intimement liée à l'apparition de la vie et à son évolution.
Le problème de l'existence et de la composition de l'atmosphère se pose aussi pour les exoplanètes. La première géante gazeuse connue hors du Système solaire, Osiris, a été découverte en 1999 ; son atmosphère contient de l'oxygène et du carbone.

## Composition
La composition initiale de l'atmosphère d'une planète dépend des caractéristiques chimiques et de la température de la nébuleuse mère durant la formation du système planétaire. Par la suite, la composition exacte de l'atmosphère d'une planète dépend de la chimie des gaz qui la composent et des apports de gaz par le volcanisme. Les interactions entre ces différents gaz dépendent quant à elles de la température et des types de radiations solaires atteignant la planète.
Ainsi Mars et Vénus avaient probablement de l'eau, liquide ou sous forme de vapeur, mais la photodissociation causée par les ultraviolets l'a transformé en hydrogène et oxygène. Finalement, les gaz plus légers s'échappent, selon la masse et la température de la planète, ce qui donne une composition finale différente de l'une à l'autre planète :
- l'intense gravité de Jupiter lui a permis de retenir des éléments légers comme l'hydrogène et l'hélium en quantité importante, deux éléments pratiquement absents de Vénus, de la Terre ou de Mars ;
- la distance au Soleil détermine la température des gaz atmosphériques. Plus la température est élevée plus les gaz ont une énergie cinétique importante qui leur permet d'atteindre la vitesse de libération. Ainsi des corps célestes comme Titan, Triton et Pluton ont pu retenir une atmosphère parce qu'ils sont des mondes très froids, même s'ils ont une faible gravité. Les températures basses permettent également de congeler les gaz dans la croûte ou les calottes polaires pour être relâchés lentement par sublimation plus tard.

L'atmosphère d'une planète est donc influencée par sa masse, sa distance au Soleil et les interactions de ses composants chimiques sur une période de plus de 4 milliards d'années. D'autre part le vent solaire, formé de particules ionisées très énergétiques, arrache les éléments les plus légers par collision ; cet effet est diminué quand la planète possède un champ magnétique capable de dévier la majeure partie du vent solaire (c'est le cas de la Terre, mais pas de Vénus). Pourtant, des particules chargées peuvent échapper d'une planète magnétisée le long des lignes de champ magnétique dans les régions polaires. Comptant tous les processus d'échappement importants on trouve que le champ magnétique ne protège pas une planète d'échappement atmosphérique.
Enfin, la vie est un facteur important dans la composition de l'atmosphère. En introduisant des réactions chimiques qui n'existaient pas entre les gaz originels, la biosphère modifie la composition indépendamment des caractéristiques propres du corps céleste. Par exemple sur Terre, citons la production de dioxygène (O2) par les végétaux chlorophylliens et le recyclage de cet oxygène en dioxyde de carbone (CO2) par un grand nombre d'organismes vivants.
| Corps | Atmosphère             | Image | Température1 (K) | Pression1 (atm) | Dihydrogène (H2) (hydrogène pour le Soleil) | Hélium (He) | Diazote (N2) (azote pour le Soleil) | Dioxygène (O2) (oxygène pour le Soleil) | Dioxyde de carbone (CO2) | Méthane (CH4) | Vapeur d'eau (H2O) | Argon (Ar) | Néon (Ne) |
| --- | ---------------------- | ----- | ---------------- | --------------- | ------------------------------------------- | ----------- | ----------------------------------- | --------------------------------------- | ------------------------ | ------------- | ------------------ | ---------- | --------- |
| Soleil | Atmosphère du Soleil   |       | 4 000 à 8 000    | 0,125           | 90,965 %                                    | 8,889 %     | 102 ppm                             | 774 ppm                                 | -                        | -             | -                  | -          | 112 ppm   |
| Vénus | Atmosphère de Vénus    |       | 732              | 90              | -                                           | 0,002 %     | 3,5 %                               | -                                       | 96,5 %                   | -             | 0,002 %            | 0,007 %    | 0,0007 %  |
| Terre | Atmosphère de la Terre |       | 288              | 1               | 0,5 %                                       | 0,0005 %    | 78,1 %                              | 20,9 %                                  | 0,04 %                   | 0,0002 %      | 0,001 % à 5 %      | 0,93 %     | 0,002 %   |
| Mars | Atmosphère de Mars     |       | 223              | 0,006           | -                                           | -           | 1,89 %                              | 0,15 %                                  | 96 %                     | -             | 0,03 %             | 1,93 %     | 0,0003 %  |
| Jupiter | Atmosphère de Jupiter  |       | 170              | -               | 86 %                                        | 13 %        | -                                   | -                                       | -                        | 0,1 %         | 0,1 %              | -          | -         |
| Saturne | Atmosphère de Saturne  |       | 130              | -               | 96 %                                        | 3 %         | -                                   | -                                       | -                        | 0,4 %         | 0,0005 %           | -          | -         |
| Uranus | Atmosphère d'Uranus    |       | 59               | -               | 83 %                                        | 15 %        | -                                   | -                                       | -                        | 1,99 %        | -                  | -          | -         |
| Neptune | Atmosphère de Neptune  |       | 59               | -               | 80 %                                        | 19 %        | -                                   | -                                       | -                        | 1,5 %         | -                  | -          | -         |
| Titan | Atmosphère de Titan    |       | 95               | 1,45            | 0,1 % à 0,2 %                               | -           | 98,4 %                              | -                                       | -                        | 1,6 %         | -                  | -          | -         |
| Encelade, | Atmosphère d'Encelade  |       | 75               | trace           | -                                           | -           | 4 %                                 | -                                       | 3,2 %                    | 1,6 %         | 91 %               | -          | -         |
| (1) Pour les planètes telluriques (Mercure, Vénus, la Terre et Mars), Titan et Encelade, la température et la pression sont données à la surface. Pour les géantes gazeuses (Jupiter et Saturne) et les géantes de glaces (Uranus et Neptune), la température est donnée là où la pression est de 1 atm. Pour le Soleil, la température et la pression sont celles de la base de la photosphère et la composition est celle de la photosphère. |                        |       |                  |                 |                                             |             |                                     |                                         |                          |               |                    |            |           |

| Corps       | Atmosphère                | Température (K) | Pression                                             | Hydrogène (H) | Carbone (C) | Oxygène (O) | Sodium (Na) | Vapeur d'eau (H2O) | Monoxyde de carbone (CO) | Dioxyde de carbone (CO2) | Méthane (CH4) |
| ----------- | ------------------------- | --------------- | ---------------------------------------------------- | ------------- | ----------- | ----------- | ----------- | ------------------ | ------------------------ | ------------------------ | ------------- |
| HD 209458 b | Atmosphère de HD 209458 b | ?               | 1 bar à 1,29 RJ 33 ± 5 millibars à T = 2 200 ± 260 K | détecté       | détecté     | détecté     | détecté     | détecté            | détecté                  | -                        | détecté       |
| HD 189733 b | Atmosphère de HD 189733 b | ?               | ?                                                    | -             | -           | -           | -           | détecté            | -                        | -                        | détecté       |

## Planètes

### Planètes intérieures

#### Mercure
Du fait de sa petite taille (et par conséquent de sa faible gravité), Mercure n’a pas d’atmosphère substantielle. Son atmosphère extrêmement fine se compose d’une petite quantité d’hélium puis de traces de sodium, de potassium et d’oxygène. Ces gaz sont issus du vent solaire, de la désintégration radioactive, des impacts météoritiques et de la désintégration de la croûte de Mercure,. L’atmosphère de Mercure est instable et est constamment renouvelée, car ses atomes s’échappent dans l’espace à cause de la chaleur de la planète.

#### Vénus

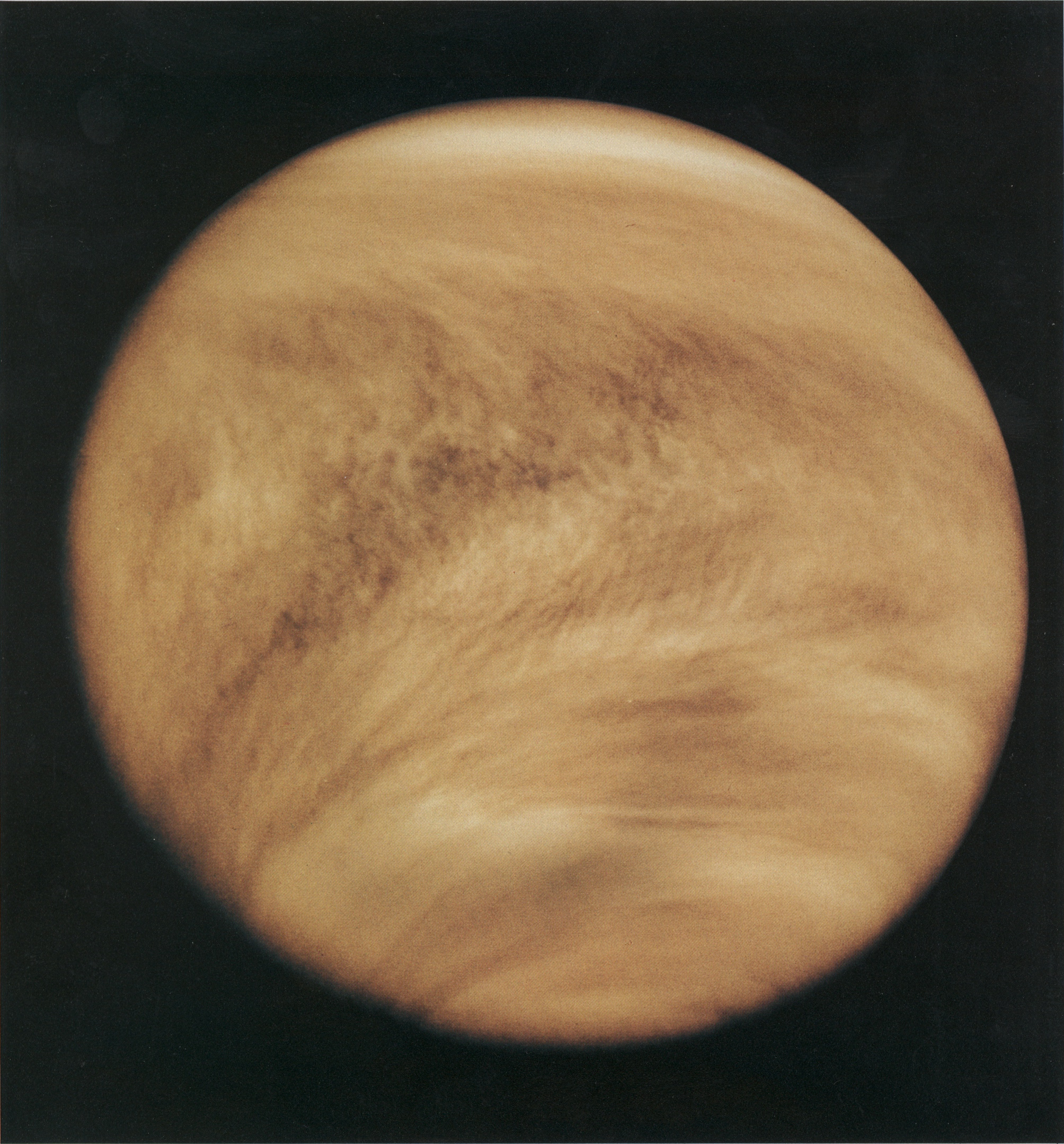
Image en ultraviolet de l’atmosphère de Vénus prise par Pioneer Venus Orbiter en 1979.

L’atmosphère de Vénus est principalement constituée de dioxyde de carbone. Elle contient de faibles quantités d’azote et d’autres oligoéléments, y compris des composés à base d’hydrogène, d’azote, de soufre, de carbone et d’oxygène. L’atmosphère de Vénus est beaucoup plus chaude et dense que celle de la Terre, bien qu’elle soit plus étroite. Pendant que des gaz à effet de serre réchauffent la couche inférieure, ils refroidissent la couche supérieure, ce qui entraîne la création de thermosphères compactes,. Selon certaines définitions, Vénus n’a pas de stratosphère.[réf. nécessaire]
La troposphère commence à la surface et s’étend jusqu’à une altitude de 65 kilomètres (une altitude à laquelle la mésosphère a déjà été atteinte sur Terre). Au sommet de la troposphère, la température et la pression atteignent des niveaux semblables à ceux de la Terre. Les vents à la surface sont de quelques mètres par seconde, atteignant 70 m/s voire plus dans la troposphère supérieure. La stratosphère et la mésosphère s’étendent de 65 km à 95 km d’altitude. La thermosphère et l’exosphère commencent à environ 95 km et finissent par atteindre la limite de l’atmosphère, entre 220 et 250 km.
La pression de l’air à la surface de Vénus représente environ 92 fois celle de la Terre. L’énorme quantité de CO2 présente dans l’atmosphère crée un gaz à effet de serre puissant, ce qui augmente la température jusqu’à environ 470 °C, soit une atmosphère plus chaude que n’importe quelle autre planète du Système solaire.

#### Mars
L’atmosphère martienne est très fine et se compose principalement de dioxyde de carbone, ainsi que d'un peu d’azote et d’argon. La pression moyenne de surface sur Mars est de 0,6–0,9 kPa, contre environ 101 kPa sur Terre. Il en résulte une inertie thermique beaucoup plus faible, et de ce fait, Mars est sujette à de fortes marées thermiques qui peuvent modifier la pression atmosphérique globale jusqu’à 10 %. La finesse de l’atmosphère accroît également la variabilité de la température sur la planète. Les températures à la surface de Mars sont variables. Elles peuvent connaître des dépressions d’environ −140 °C pendant les hivers polaires et des hausses jusqu’à 20 °C pendant les étés.

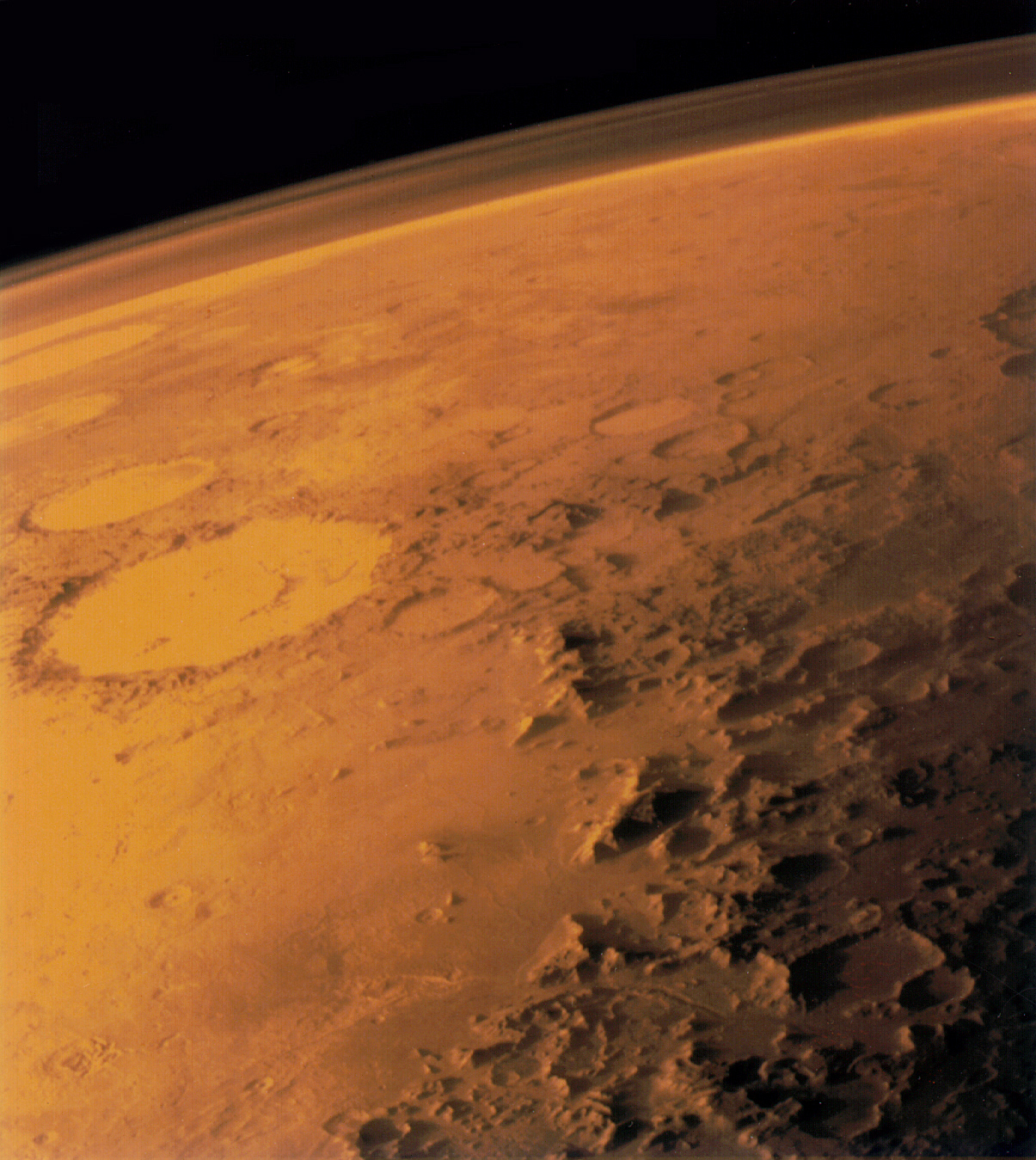
La fine atmosphère de Mars, visible à l’horizon.

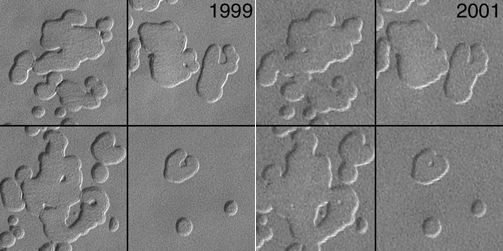
Le pôle Sud de Mars pris par MGS en 1999 et 2001, NASA.

Entre les missions Viking et Mars Global Surveyor (MGS), Mars affiche « les températures atmosphériques les plus froides (10–20 K) observées au cours des années de périhélie en 1997 et 1977 ». De plus, « l’atmosphère d’aphélie globale sur Mars est plus froide, moins poussiéreuse et plus nuageuse que ce qui est indiqué sur la climatologie Viking établie », présentant « généralement des températures atmosphériques plus froides et une concentration de poussière plus faible ces dernières décennies sur Mars par rapport à la période étudiée par la mission Viking ». Mars Reconnaissance Orbiter (MRO), sur un ensemble de données moins important, ne montre aucun réchauffement de la température planétaire moyenne et affiche même un éventuel refroidissement. « Le radiomètre MCS (Mars Climate Sounder) MY mesure que 28 températures sont en moyenne de 0,9 K (de jour) et de 1,7 K (de nuit) plus froides que les TES (Thermal infrared spectrometers, spectromètres thermiques infrarouges) MY 24 mesure[Quoi ?]. » Du point de vue local et régional, néanmoins, des changements de type « trous de gruyère » dans la couche gelée de dioxyde de carbone au niveau du pôle sud de Mars, observés entre 1999 et 2001, suggèrent que la taille de la calotte polaire australe est en train de baisser. Des observations plus récentes indiquent que le pôle sud de Mars continue de fondre. « Il s’évapore en ce moment même et à un taux phénoménal », affirme Michael Malin, principal enquêteur pour la Mars Orbiter Camera. Les trous dans la glace s’agrandissent d’environ trois mètres par an. Michael Malin déclare que les conditions sur Mars ne conduisent actuellement pas à la formation de nouvelle glace. Le JPL suggère que cela témoigne d’un « changement climatique en cours » sur Mars. De multiples études suggèrent que cela pourrait être un phénomène local plutôt que global.
Pour Colin Wilson, les variations observées sont causées par des irrégularités dans l’orbite de Mars. William Feldman suppose que le réchauffement pourrait venir du fait que Mars serait en train de sortir d’une période glaciaire. D’autres scientifiques affirment que le réchauffement serait dû à des changements d’albédo causés par des tempêtes de poussière,. L’étude prévoit que la planète pourrait continuer à se réchauffer, en conséquence de la rétroaction.
Le 7 juin 2018, la NASA annonce que le rover Curiosity a détecté une variation saisonnière cyclique du méthane atmosphérique, ainsi que la présence de kérogène et d'autres composés organiques complexes,,,,,,,.

#### Terre
Après la solidification de la Terre, à la suite du dégazage des roches, le dioxyde de carbone (CO2) était beaucoup plus abondant qu'aujourd'hui, permettant ainsi un effet de serre bien plus important, similaire à ceux de Vénus et Mars. Cet effet a permis de maintenir une température moyenne proche de celle d'aujourd'hui (environ 15 °C). Au fur et à mesure, l'intensité du Soleil a augmenté et le niveau de CO2 a diminué en raison du cycle du carbone qui a piégé une majeure partie du gaz sous la forme de roches carbonatées. À l'heure actuelle, le CO2 n'est plus présent dans l'air qu'en très faible concentration (environ 0,04 %).
Par ailleurs, le développement intense de la vie sur Terre (il y a environ 2 milliards d'années) a provoqué l'accumulation du dioxygène dans l'atmosphère grâce à la photosynthèse des plantes. Le cycle du carbone et le développement de la vie expliquent ainsi que notre atmosphère actuelle est composée principalement de diazote N2 et de dioxygène O2.

### Géantes gazeuses
Les quatre planètes extérieures au système solaire sont les planètes géantes gazeuses. Elles partagent quelques similitudes atmosphériques. Elles possèdent toutes des atmosphères principalement composées d’hydrogène et d’hélium, qui se mélangent dans l’intérieur liquide à des pressions plus élevées que le point critique, si bien qu’il n’y a pas de démarcation claire entre l’atmosphère et le corps de la planète.

#### Jupiter

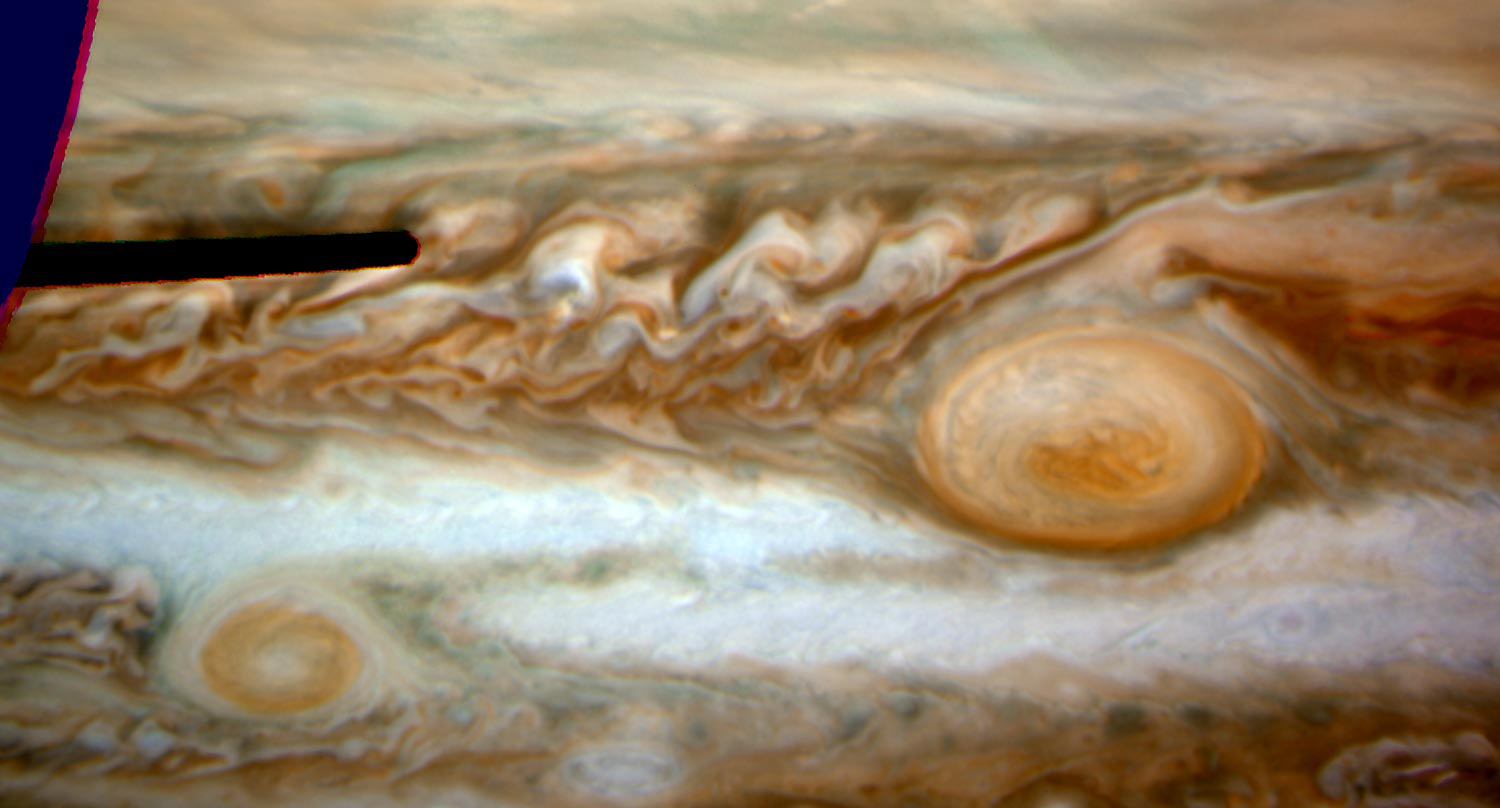
L’ovale BA à gauche et la Grande Tache rouge à droite.

La haute atmosphère de Jupiter se compose d’environ 75 % d’hydrogène et de 24 % d’hélium par masse, puis d’1 % d’autres éléments restant. L’intérieur contient des matériaux plus denses dont la répartition est approximativement de 71 % d’hydrogène, de 24 % d’hélium et de 5 % d’autres éléments par masse. L’atmosphère contient des traces de méthane, de vapeur d’eau, d’ammoniac et de composants à base de silicium. Il y a également des traces de carbone, d’éthane, de sulfure d’hydrogène, de néon, d’oxygène, de phosphine et de soufre. La couche extérieure de l’atmosphère contient des cristaux d’ammoniac gelé, probablement superposée sur une fine couche d’eau.
Jupiter est recouverte d’une couche nuageuse d’environ 50 km d’épaisseur. Les nuages sont composés de cristaux d’ammoniac et vraisemblablement d’hydrosulfure d’ammonium. Les nuages se situent dans la tropopause et sont organisés en bandes de différentes latitudes, connues comme des régions tropicales. Celles-ci sont subdivisées en des « zones » aux teintes plus claires et en « ceintures » aux teintes plus foncées. Les interactions opposées de ces configurations de circulation atmosphérique provoquent des tempêtes et des turbulences. La particularité la plus connue de la couche nuageuse est la Grande Tache rouge, une tempête anticyclonique permanente localisée à 22° au sud de l’équateur qui est plus large que la Terre. En 2000, une particularité atmosphérique s’est formée dans l’hémisphère sud, à la fois similaire à la Grande Tache rouge en apparence, mais de taille plus petite. La particularité a été nommée Ovale BA, et a été surnommée Red Spot Junior (la petite tache rouge).
Des observations du Red Spot Jr. suggèrent que Jupiter pourrait connaître un épisode de changement climatique global,. On suppose que ce phénomène fait partie d’un cycle climatique global de 70 ans, caractérisé par la formation relativement rapide et la lente érosion subséquente de tourbillons ainsi que leur fusion cyclonique et anticyclonique dans l’atmosphère de Jupiter. Ces tourbillons facilitent l’échange de chaleur entre les pôles et l’équateur. S’ils se sont suffisamment érodés, l’échange de chaleur est fortement réduit et les températures environnantes peuvent connaître un changement allant jusqu’à 10 K, avec des pôles qui se refroidissent et un équateur qui se réchauffe. La forte différence de températures résultant déstabilise l’atmosphère et donc, mène à la création de nouveaux tourbillons,.

#### Saturne
L’atmosphère extérieure de Saturne se compose d’environ 93,2 % d’hydrogène et de 6,7 % d’hélium. Des traces d’ammoniac, d’acétylène, d’éthane, de phosphine et de méthane ont également été détectées. Tout comme Jupiter, les nuages supérieurs sur Saturne se composent de cristaux d’ammoniac, alors que les nuages bas sont composés soit d’Hydrosulfure d'ammonium (NH4SH) soit d’eau.
L’atmosphère saturnienne est similaire à celle de Jupiter sur plusieurs plans. Elle possède des bandes similaires à celles de Jupiter, et présente parfois des formes ovales pendant très longtemps, causées par des tempêtes. Une formation de tempête comparable à la Grande Tache rouge de Jupiter, la Grande Tache blanche, est un phénomène de courte durée, qui se forme sur une période de 30 ans. Ce phénomène a été observé pour la dernière fois en 1990. Néanmoins, les tempêtes et les bandes sont moins visibles et actives que celles de Jupiter, du fait de la présence de brumes d’ammoniac superposées sur la troposphère de Saturne.
L’atmosphère de Saturne présente plusieurs particularités inhabituelles. Ses vents font partie des plus rapides du système solaire, avec des données du programme Voyager qui indiquent des pics de vent d’est de 500 m/s. C’est également la seule planète qui a un tourbillon polaire chaud, et la seule planète hormis la Terre où des nuages de type œil (cyclone) ont été observés dans des structures similaires à des ouragans.

#### Uranus
L’atmosphère d’Uranus se compose avant tout de gaz et de diverses glaces. Elle contient environ 83 % d’hydrogène, 15 % d’hélium, 2 % de méthane et des traces d’acétylène. Tout comme Jupiter et Saturne, Uranus a une couche de bandes nuageuses, bien qu’elle ne soit pas facilement visible sans l’aide d’images optimisées de la planète. À la différence des plus grandes géantes gazeuses, les basses températures de la couche nuageuse supérieure d’Uranus, pouvant descendre jusqu’à 50 K, provoquent la formation de nuages à partir de méthane plutôt que d’ammoniac.
Une activité orageuse plus faible a été observée sur l’atmosphère uranienne par rapport aux atmosphères de Jupiter ou de Saturne, du fait de la présence de brumes de méthane et d’acétylène dans son atmosphère, la faisant paraître à un globe bleu clair et terne[réf. nécessaire]. Des images prises en 1997 par le télescope spatial Hubble ont montré une activité orageuse dans la partie de l’atmosphère découlant de l’hiver d’Uranus ayant duré 25 ans. Le manque général d’activité orageuse pourrait être en lien avec l’absence d’un mécanisme générateur d’énergie interne à Uranus, une caractéristique unique parmi les géantes gazeuses.

#### Neptune

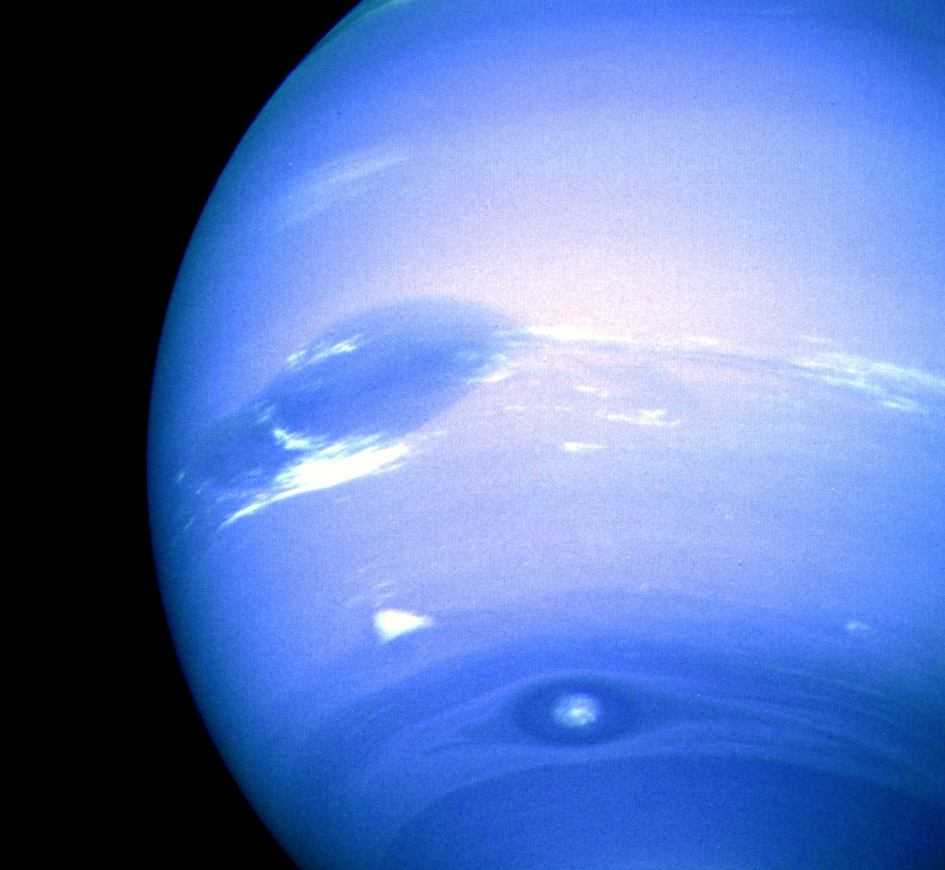
La Grande Tache sombre (en haut), Le Scooter (le nuage blanc irrégulier de Neptune), et la Petite Tache sombre (en bas).

L’atmosphère de Neptune est similaire à celle d’Uranus. Elle contient environ 80 % d’hydrogène, 19 % d’hélium et 1,5 % de méthane. Néanmoins, l’activité météorologique sur Neptune est beaucoup plus active, et son atmosphère est beaucoup plus bleue que celle d’Uranus. Les niveaux d’atmosphères supérieurs atteignent des températures d’environ 55 K, permettant la formation de nuages de méthane dans sa troposphère, ce qui donne à la planète sa couleur bleu outremer. Plus profondément dans l’atmosphère, les températures augmentent en permanence.
Neptune a des systèmes météorologiques extrêmement dynamiques, dont des vitesses de vent parmi les plus rapides du système solaire, qui seraient générées par un débit de chaleur interne. Des vents spécifiques dans la bande de la région équatoriale peuvent atteindre des vitesses d’environ 350 m/s, alors que les systèmes de tempête peuvent avoir des vents jusqu’à 900 m/s, soit quasiment la vitesse du son dans l’atmosphère de Neptune. Plusieurs systèmes de tempêtes importants ont été identifiés, dont la Grande Tache sombre, un système de tempête cyclonique de la taille de l’Eurasie, le Scooter, un nuage blanc au sud de la Grande Tache sombre, ainsi que la Petite Tache sombre, une tempête cyclonique au sud de Neptune.
Neptune, la planète la plus éloignée de la Terre, a gagné en brillance depuis 1980. Celle-ci est statistiquement corrélée à sa température stratosphérique. Hammel et Lockwood ont émis l’hypothèse que le changement de brillance comprend une composante de variation solaire ainsi qu’une composante saisonnière, bien qu’ils n’aient pas trouvé de corrélation statistiquement significative avec la variation solaire. Ils soumettent que la résolution de ce problème sera clarifiée par des observations de la brillance de la planète dans les années à venir : une variation dans les latitudes subsolaires devrait se traduire par un écrasement et une diminution de la brillance, alors qu’un forçage solaire devrait se traduire par un écrasement puis la poursuite d’une augmentation de la brillance.

## Autres corps du système solaire

### Satellites naturels
Dix des nombreux satellites naturels dans le système solaire sont connus pour avoir des atmosphères : Europe, Io, Callisto, Encelade, Ganymède, Titan, Rhéa, Dioné, Triton et la Lune de la Terre. Ganymède et Europe ont tous les deux des atmosphères très riches en oxygène, qui, l’on pense, est produit par le rayonnement qui sépare l’hydrogène et l’oxygène de la glace d’eau présente sur la surface de ces lunes. Io a une atmosphère extrêmement fine composée principalement de dioxyde de soufre (SO2), résultant du volcanisme et de la sublimation thermique des dépôts de dioxyde de soufre provoqués par les rayons du soleil. L’atmosphère d’Encelade est également très fine et variable, constituée principalement de vapeur d’eau, d’azote, de méthane et de dioxyde de carbone dégagé par l’intérieur de la Lune par le biais du cryovolcanisme. On pense que l’atmosphère de Callisto, extrêmement fine et composée de dioxyde de carbone, se renouvelle grâce à la sublimation thermique à partir des dépôts de surface.

#### Titan

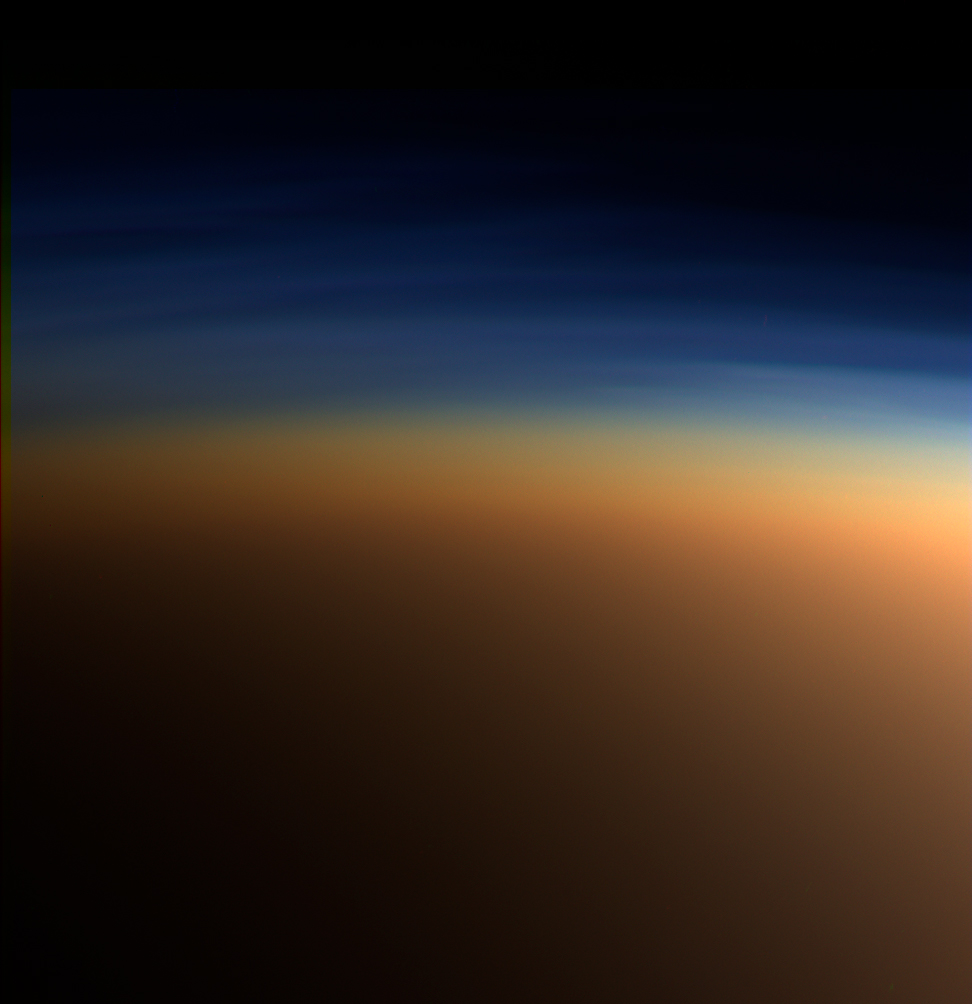
Image aux couleurs non retouchées des couches de brume présentes dans l’atmosphère de Titan.

Titan possède de loin l’atmosphère la plus dense de toutes les lunes. L’atmosphère titanesque est en fait plus dense que celle de la Terre, qui atteint une pression de surface de 147 kPa, soit une fois et demie plus élevée que celle de la Terre. L’atmosphère est constituée de 98,4 % d’azote, et les 1,6 % restants se composent de méthane et de traces d’autres gaz tels que des hydrocarbures (dont de l’éthane, du butadiyne, du propyne, du cyanoéthyne, de l’acétylène et du propane) puis d’argon, de dioxyde de carbone, de monoxyde de carbone, de cyanogène, de cyanure d’hydrogène et d’hélium. On pense que les hydrocarbures se forment dans l’atmosphère supérieure de Titan par des réactions résultant de la dissolution du méthane par le rayonnement ultraviolet du Soleil, produisant un épais brouillard orange. Titan n’a pas de champ magnétique et gravite parfois autour de la magnétosphère de Saturne, s’exposant directement au vent solaire. Il se peut que cela ionise et emporte des molécules loin de l’atmosphère.
L’atmosphère de Titan présente une couche nuageuse opaque qui obstrue les particularités de sa surface, à des longueurs d’onde visibles. La brume sèche pouvant être observée sur l’image de droite contribue à l’anti-effet de serre (en) et réduit la température en réfléchissant le rayonnement solaire hors du satellite. La dense atmosphère bloque la lumière aux longueurs d’onde les plus visibles du Soleil et des autres sources atteignant la surface de Titan.

#### Triton
Triton, la plus grande lune de Neptune, possède une atmosphère très légère composée d’azote et de petites quantités de méthane. La pression atmosphérique tritonienne est d’environ 1 Pa. La température de surface est d’au moins 35,6 K, l'atmosphère d’azote est en équilibre avec de la glace d’azote à la surface de Triton.
La température absolue de Triton s’est accrue de 5 % entre 1989 et 1998,. Une augmentation similaire de la température sur Terre équivaudrait à une montée d’environ 11 °C (−6,7 °C) de la température sur neuf ans. « Au moins, depuis 1989, Triton connaît une période de réchauffement climatique. C’est une augmentation proportionnellement considérable. », a affirmé James Elliot, qui a publié le rapport.
Triton se rapproche d’une saison d’été inhabituellement chaude, qui a lieu une fois tous les quelques siècles. James Elliot et ses collègues croient que la tendance de Triton à se réchauffer pourrait être le résultat de changements saisonniers dans l’absorption d’énergie solaire par ses calottes glaciaires polaires. Une hypothèse liée à ce réchauffement indique qu’il se traduit par une modification des cristaux de givre à sa surface. Une autre suggestion relève le changement de l’albédo de la glace, permettant l’absorption de davantage de chaleur émanant des rayons du soleil.
Bonnie J. Buratti et al. soutiennent que les changements de température sont le résultat de dépôts de matières sombres et rouges émanant de processus géologiques sur la lune, tels que le dégagement massif. Puisque l’albédo de Bond de Triton est parmi les plus élevés au sein du système solaire, il est sensible à de faibles variations de l’albédo spectral.

### Pluton
Pluton possède une atmosphère extrêmement fine composée d’azote, de méthane et de monoxyde de carbone qui proviennent des glaces de sa surface.
Deux modèles montrent que l’atmosphère ne gèle pas et ne disparaît pas complètement lorsque Pluton s’éloigne du Soleil sur son orbite extrêmement elliptique,. Néanmoins, c’est le cas de certaines planètes. Pluton met 248 ans pour effectuer une orbite complète et a été observée pendant moins d’un tiers de cette période. Elle est à une distance moyenne du Soleil de 39 UA, d’où la difficulté de rassembler des données précises à son sujet. La température se déduit indirectement dans le cas de Pluton ; lorsqu’elle passe devant une étoile, les observateurs relèvent à quel point la luminosité diminue. Dans cette optique, ils déduisent la densité de l’atmosphère, et elle est utilisée en tant qu’indicateur de température.

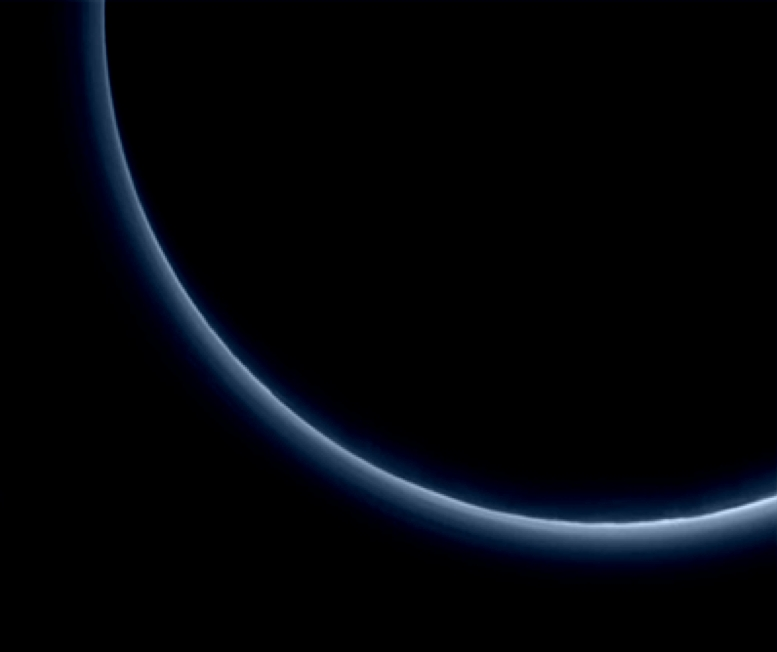
L’atmosphère de Pluton rétroéclairée par le Soleil.

Un tel événement d’occultation s’est produit en 1988. Des observations d’une deuxième occultation le 20 août 2002 suggèrent que la pression atmosphérique de Pluton a triplé, indiquant une chaleur d’environ 2 °C (−15,8 °C),, tel que prévu par Hansen et Paige. Le réchauffement n’est « vraisemblablement pas en lien avec celui de la Terre » affirme Jay Pasachoff.
Il a été proposé que chaleur pouvait résulter d’une activité éruptive, mais il est plus probable que la température de Pluton soit fortement influencée par son orbite elliptique. Elle était proche du Soleil en 1989 (périhélie) et s’est lentement éloignée depuis. Si elle possède une inertie thermique, elle est susceptible de se réchauffer pendant un moment après avoir passé la périhélie. « Cette tendance de réchauffement sur Pluton pourrait facilement durer pendant encore 13 années supplémentaires », affirme David J. Tholen. On suppose également qu’un assombrissement de la surface glacée de Pluton est la cause de ce réchauffement, mais il est nécessaire de recueillir plus de données et de modèles pour avérer cette supposition. L’obliquité élevée de la planète naine affecte la répartition de la glace sur la surface de Pluton.

## Exoplanètes

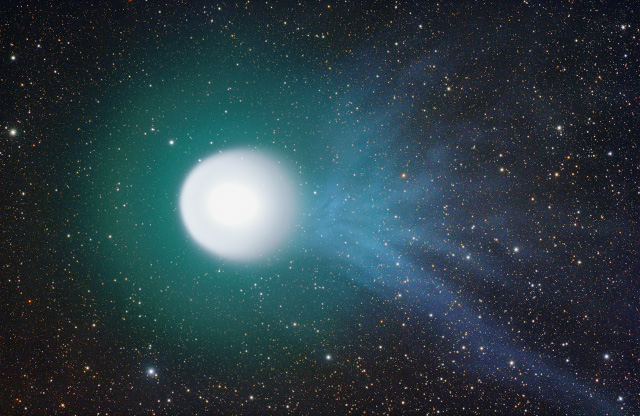
Image télescopique de la comète 17P/Holmes en 2007.

### Observations
Il a été observé que plusieurs planètes hors du Système solaire (des exoplanètes) possèdent des atmosphères. À l’heure actuelle, les détections d’atmosphère concernent des Jupiters et des Neptunes chaudes qui orbitent très près de leur étoile et qui, par conséquent, ont des atmosphères chaudes et étendues. Il y a deux types d’atmosphères d’exoplanètes observées. D’abord, la transmission de photométrie ou de spectres détecte la lumière qui traverse l’atmosphère d’une planète lorsqu’elle transite devant son étoile. Ensuite, l’émission directe de l’atmosphère d’une planète peut être détectée en différenciant l’étoile et la luminosité de la planète obtenue lors de l’orbite de la planète, avec seulement la lumière de l’étoile au cours de l’éclipse secondaire (lorsque l’exoplanète se trouve derrière son étoile)[réf. nécessaire].
La première atmosphère de planète extrasolaire est observée en 2001. Le sodium présent dans l’atmosphère de la planète HD 209458 b est détecté au cours d’un ensemble de quatre passages de la planète devant son étoile. Des observations ultérieures avec Hubble (télescope spatial) montrent une énorme enveloppe ellipsoïdale d’hydrogène, de carbone et d’oxygène autour de la planète. Cette enveloppe atteint des températures de 10 000 K. On estime que la planète perd 1 à 5 × 108 kg d’hydrogène par seconde. Ce type de perte d’atmosphère pourrait être commun à toutes les planètes orbitant avec des étoiles plus proches de 0,1 UA, telles que le Soleil. En plus de l’hydrogène, du carbone et de l’oxygène, on pense que HD 209458 b contient de la vapeur d’eau dans son atmosphère,,. De la vapeur d’eau est également observée dans l’atmosphère de HD 189733 b, une autre planète géante gazeuse chaude.
En 2013 on annonce la détection de nuages dans l’atmosphère de Kepler-7 b,, et en décembre 2013, on annonçait la même chose pour dans les atmosphères de GJ 436 b et de GJ 12 14 b,,,.
En mai 2017, des reflets de lumière de la Terre, vus comme des scintillements par un satellite orbitant à un million de kilomètres, s'avèrent être la lumière réfléchie par des cristaux de glace dans l'atmosphère,. La technologie utilisée pour obtenir cela peut être utile à l'étude les atmosphères de mondes lointains, y compris celles des exoplanètes.
Les premiers signes de la présence d'une atmosphère sur 55 Cancri e, une super-Terre, apparaissent sur la carte thermique établie en 2016 : le point de la surface où la température est la plus élevée est nettement décalé par rapport au point substellaire, ce qu'on ne sait expliquer que par la présence d'une circulation atmosphérique. La présence d'une atmosphère est confirmée en 2024 par la comparaison de la lumière reçue de l'étoile quand la planète est devant elle avec celle reçue quand la planète est cachée : des raies d'absorption de CO et de CO2 sont détectées dans le premier cas. De plus, la température de la face éclairée de la planète (dont la rotation est synchrone de la révolution) est d'environ 1 500 °C, soit 300 °C de moins qu'attendu, ce qu'on ne sait expliquer que par la présence d'une circulation atmosphérique transférant une partie de la chaleur reçue par la face éclairée vers la face sombre.

### Composition atmosphérique
En 2001, du sodium a été détecté dans l’atmosphère de HD 209458 b.
En 2008, de l’eau, du monoxyde de carbone, du dioxyde de carbone et du méthane ont été détectés dans l’atmosphère de HD 189733 b.
En 2013, de l’eau a été détectée dans les atmosphères de HD 209458 b, XO-1 b, WASP-12 b, WASP-17 b et WASP-19 b,,.
En juillet 2014, la NASA a annoncé avoir trouvé des atmosphères très sèches sur trois exoplanètes (HD 189733 b, HD 209458 b et WASP-12 b) orbitant autour d’étoiles similaires au Soleil.
En septembre 2014, la NASA a rapporté que HAT-P-11 b était la première exoplanète de la taille de Neptune, connue pour avoir une atmosphère relativement dégagée de tout nuage. De plus, il fut rapporté que des molécules de toute sorte avaient été trouvées sur cette si petite exoplanète, en particulier de la vapeur d’eau.
La présence d’oxygène peut être détectable par des télescopes terrestres, si l’on en trouvait, cela suggérerait la présence d’une vie photosynthétique sur une exoplanète.
En juin 2015, la NASA a rapporté que WASP-33 possédait une stratosphère. L’ozone et les hydrocarbures absorbent de larges quantités de rayonnement ultraviolet, ce qui réchauffe les parties supérieures de l’atmosphère qui les contient et crée une couche d’inversion et une stratosphère. Néanmoins, ces molécules sont détruites aux températures des exoplanètes chaudes, ce qui génère un doute concernant la possibilité pour les exoplanètes d’avoir une stratosphère. Une couche d’inversion et une stratosphère ont été identifiées sur WASP-33, générées par de l’oxyde de titane, qui est un puissant absorbeur de rayonnement ultraviolet visible et qui peut seulement exister sous forme de gaz dans une atmosphère chaude. WASP-33 est l’exoplanète la plus chaude connue à ce jour[Quand ?], elle a une température de 3 200 °C et représente environ quatre fois et demie la masse de Jupiter,.
En février 2016, il a été annoncé que le télescope spatial Hubble de la NASA a détecté de l’hydrogène et de l’hélium (et possiblement du cyanure d’hydrogène) dans l’atmosphère de 55 Cancri e mais pas de vapeur d’eau. Il s’agit de la première fois que l’atmosphère d’une exoplanète Super-Terre a été analysée de manière fructueuse.
En septembre 2019, deux études de recherche indépendantes ont conclu, à partir des données du telescope Hubble, qu'il y a des quantités importantes d'eau dans l'atmosphère de l'exoplanète K2-18b, première de ce type découverte dans la zone habitable d'une étoile,,.

### Circulation atmosphérique
La circulation atmosphérique des planètes qui effectuent des rotations plus lentes ou possèdent des atmosphères plus denses permet à davantage de chaleur de circuler jusqu’aux pôles, ce qui réduit les différences de température entre les pôles et l’équateur.

### Nuages
En octobre 2013, on a annoncé la détection de nuages dans l’atmosphère de Kepler-7 b,, tout comme en décembre 2013 concernant l’atmosphère de Gliese 436 b et de Gliese 1214 b,,,.

### Précipitations
La composition des précipitations à l’état liquide (pluie) ou solide (neige) varie selon la température atmosphérique, la pression, la composition et l’altitude. Les atmosphères chaudes pourraient avoir une pluie de fer,,une pluie de verre fondu et une pluie composée de minéraux rocheux tels que l’enstatite, le corindon, la spinelle et la wollastonite. Dans les profondeurs de l’atmosphère des géantes gazeuses, il pourrait pleuvoir des diamants et de l’hélium contenant du néon dissous.

### Oxygène abiotique
Il existe des processus géologiques et atmosphériques qui produisent de l’oxygène libre, ce qui suggère que la détection d’oxygène n’indique pas nécessairement la présence de la vie.
Les processus de la vie produisent un mélange de substances chimiques qui ne sont pas en équilibre chimique, toutefois, des processus de déséquilibre abiotique doivent également être pris en considération. La biosignature atmosphérique la plus robuste est souvent considérée comme étant de l’oxygène moléculaire (O2) ainsi que l’ozone photochimique (O3) en résultant. La photolyse de l’eau (H2O) par rayonnement ultraviolet, suivie d’une fuite hydrodynamique (en) d’hydrogène peut conduire à une accumulation d’oxygène sur les planètes proches de leur étoile, soumises à un effet de serre galopant (en). Pour les planètes situées en zone habitable, on pensait que la photolyse de l’eau serait fortement limitée par un piégeage froid (en) de vapeur d’eau dans la basse atmosphère. Cependant, l’ampleur du piégeage froid de l’H2O dépend fortement de la quantité de gaz non-condensable présents dans l’atmosphère, tels que l’azote N2 et l’argon. En l’absence de tels gaz, la probabilité de l’accumulation d’oxygène dépend également de modalités complexes sur l’historique d’accrétion, la chimie interne, les dynamiques atmosphériques et l’état orbital de la Terre. Par conséquent, l’oxygène à lui seul ne peut être considéré comme une biosignature robuste. Le taux d’azote et d’argon par quantité d’oxygène pourrait être détecté en étudiant les courbes de phase (en) thermiques ou par mesure par spectroscopie de la transmission des transits de la diffusion Rayleigh spectrale inclinée dans un ciel clair (c.-à-d. une atmosphère sans aérosol).

## La vie

### Méthane
La détection de méthane dans les corps astronomiques intéresse la science et la technologie, car elle peut être la preuve d'une vie extraterrestre (biosignature),. Il peut aider à fournir des ingrédients organiques pour la formation de la vie,,, et aussi, le méthane pourrait être utilisé comme carburant ou propulseur de fusée pour de futures missions robotiques et avec équipage dans le système solaire,.
- Mercure - l'atmosphère ténue contient des traces de méthane[95].
- Vénus - l'atmosphère contient une grande quantité de méthane à 60 km de la surface selon les données recueillies par le spectromètre de masse neutre de Pioneer Venus Large Probe[96].
- Lune - des traces sont détectées dans les dégazements à la surface[97].

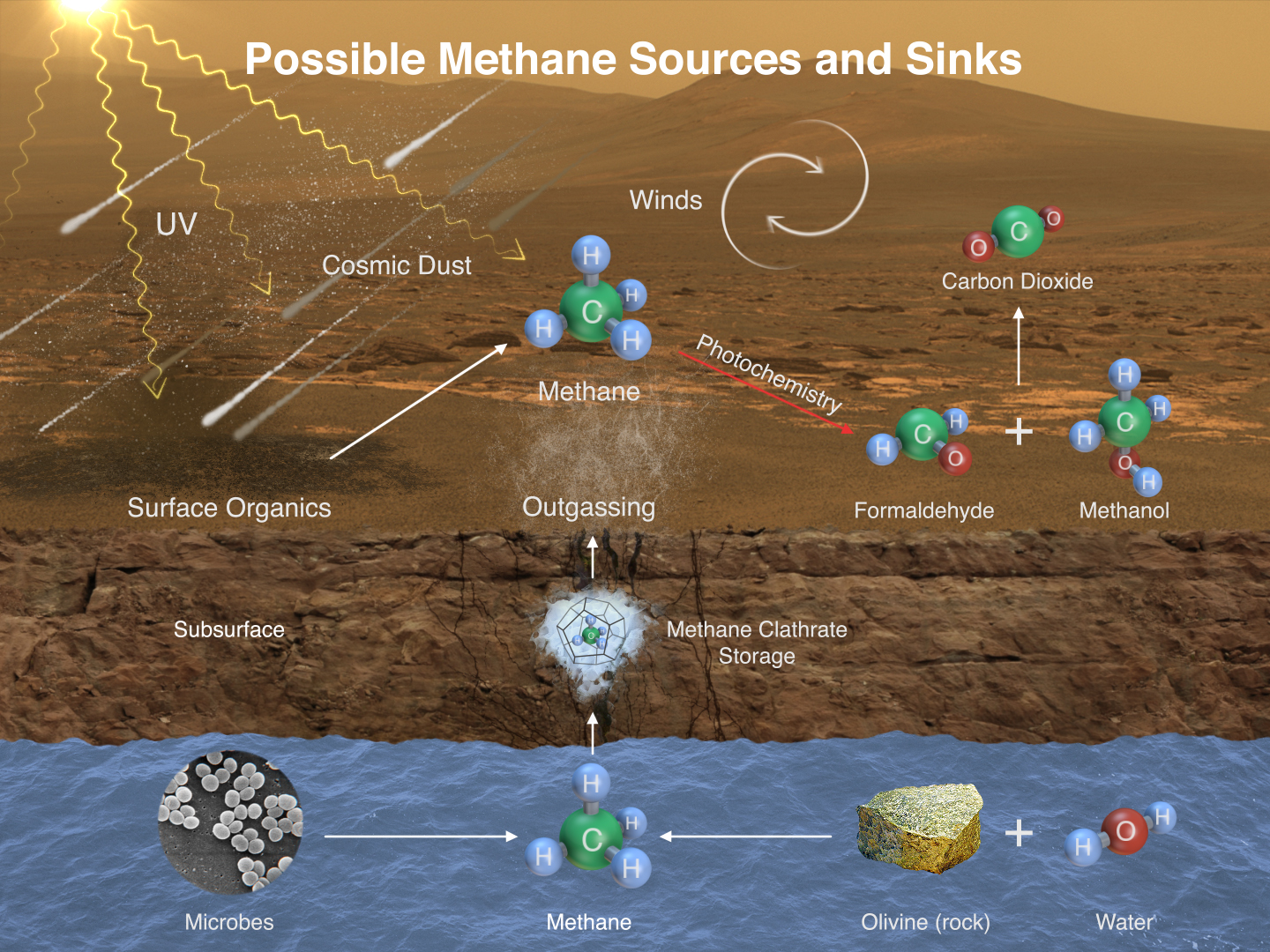
Méthane sur Mars – sources et puits potentiels.

- Mars – l'atmosphère martienne contient 10 nmol/mol de méthane[98]. Sa source n'a pas été déterminée. La recherche suggère que le méthane peut provenir de volcans, de lignes de faille ou de méthanogènes[99], qu'il peut être un sous-produit des décharges électriques des tourbillons de poussière et des tempêtes de poussière[100], ou qu'il peut être le résultat du rayonnement UV[101]. En janvier 2009, les scientifiques de la NASA annoncent qu'ils ont découvert que la planète émettait souvent du méthane dans l'atmosphère dans des zones spécifiques, ce qui a conduit certains à supposer que cela pourrait être un signe d'activité biologique sous la surface[102]. Le rover Curiosity, qui s'est posé sur Mars en août 2012, peut faire la distinction entre différents isotopologues du méthane[103] ; mais même si la mission détermine que la vie martienne microscopique est la source du méthane, il réside probablement loin sous la surface, hors de portée du rover[104]. Les premières mesures avec le spectromètre laser accordable (TLS) ont montré qu'il y avait moins de 5 ppb de méthane sur le site d'atterrissage[105],[106]. Le 16 décembre 2014, la NASA signale que le rover Curiosity avait détecté un « pic décuplé », probablement localisé, de la quantité de méthane dans l'atmosphère martienne. Des mesures d'échantillons prises « une douzaine de fois sur 20 mois » ont montré des augmentations fin 2013 et début 2014, avec une moyenne de « 7 parts de méthane par milliard dans l'atmosphère ». Avant et après cela, les lectures étaient en moyenne d'environ un dixième de ce niveau[107],[108]. Les pics de concentration suggèrent que Mars produit ou libère épisodiquement du méthane à partir d'une source inconnue[109]. L'ExoMars Trace Gas Orbiter effectue des mesures de méthane depuis avril 2018, ainsi que de ses produits de décomposition tels que le formaldéhyde et le méthanol.
- Jupiter - l'atmosphère contient 3 000 ± 1 000 ppm de méthane[110].
- Saturne - l'atmosphère contient 4 500 ± 2 000 ppm de méthane[111].
  - Encelade - l'atmosphère contient 1,7 % de méthane[112].
  - Japet.
  - Titan - l'atmosphère contient 1,6 % de méthane et des milliers de lacs de méthane ont été détectés à la surface[113]. Dans la haute atmosphère, le méthane est converti en molécules plus complexes, dont l'acétylène, un processus qui produit également de l'hydrogène moléculaire. Il est prouvé que l'acétylène et l'hydrogène sont recyclés en méthane près de la surface. Cela suggère la présence soit d'un catalyseur exotique, soit d'une forme inconnue de vie méthanogène[114]. Des averses de méthane, probablement provoquées par le changement des saisons, ont également été observées[115]. Le 24 octobre 2014, du méthane a été trouvé dans les nuages polaires de Titan[116],[117].

- Uranus - l'atmosphère contient 2,3 % de méthane[118].
  - Ariel - on pense que le méthane est un constituant de la glace de surface d'Ariel.
  - Miranda[réf. nécessaire]
  - Oberon - environ 20 % de la glace de surface d'Oberon est composée de composés carbone / azote liés au méthane.
  - Titania - environ 20 % de la glace de surface de Titania est composée de composés organiques liés au méthane[réf. nécessaire]
- Umbriel - le méthane est un constituant de la glace de surface d'Umbriel.
- Neptune - l'atmosphère contient 1,5 ± 0,5 % de méthane[119].
- Triton - Triton a une atmosphère d'azote ténue avec de petites quantités de méthane près de la surface[120],[121].
- Pluton - l'analyse spectroscopique de la surface de Pluton révèle qu'elle contient des traces de méthane[122],[123].
- Charon - l'hypothèse de la présence de méthane sur Charon n'est pas complètement confirmée[124].
- Eris - la lumière infrarouge de l'objet a révélé la présence de glace de méthane[125].
- La comète de Halley.
- Comète Hyakutake - des observations terrestres ont trouvé de l'éthane et du méthane dans la comète[126].
- Planètes extrasolaires – du méthane a été détecté sur la planète extrasolaire HD 189733 b ; c'est la première détection d'un composé organique sur une planète en dehors du système solaire. Son origine est inconnue, car la température élevée de la planète (700 °C) favoriserait normalement la formation de monoxyde de carbone[127]. La recherche suggère que les météoroïdes frappant les atmosphères d'exoplanètes pourraient ajouter des gaz d'hydrocarbures tels que le méthane, donnant à tort l'impression que les exoplanètes sont habitées par la vie[128].

Le méthane est présent ailleurs que dans des atmosphères planétaires. En effet, on en trouve dans des nuages interstellaires et les atmosphères stellaires d'étoiles de type M.

#### Bases de données et dictionnaires
- Ressource relative à la santé :   - Medical Subject Headings
- Notices dans des dictionnaires ou encyclopédies généralistes :   - Britannica
  - Den Store Danske Encyklopædi
  - Store norske leksikon
  - Treccani
- Notices d'autorité :   - LCCN
  - Israël
  - Tchéquie